# Perfume de mujer
Perfume de mujer —en italiano Profumo di donna— es una película de 1974 italiana dirigida por Dino Risi. En la primera edición de Premios César Risi ganó el premio César a la mejor película extranjera. El guion adapta la novela Il buio e il miele (La oscuridad y la miel) de Giovanni Arpino. En 1992 se estrenó una nueva versión titulada Scent of a Woman y protagonizada por Al Pacino y Chris O'Donnell.

## Trama
Un capitán italiano ciego (Fausto Consolo), acompañado por su ayudante Ciccio (Giovanni Bertazzi), que le ha sido asignado por el ejército, se dirige de Turín a Nápoles para reunirse con un antiguo camarada. Este quedó desfigurado en el mismo incidente militar que dejó ciego al capitán. Sin que su ayudante lo sepa, el capitán pretende cumplir un pacto de suicidio con su antiguo camarada.
Durante el viaje, el capitán le pide a Ciccio que lo ayude a reconocer mujeres hermosas. Insatisfecho con las descripciones del joven, usa su nariz en su lugar, afirmando que puede oler a una mujer hermosa. Durante el viaje, lleva consigo una fotografía de su amada Sara, de quien no podría soportar que ella lo viera desfigurado e indefenso. El pacto de suicidio se frustra cuando Sara entra en escena, y el joven Ciccio madura.

## Reparto
- Vittorio Gassman - Capitán Fausto Consolo
- Alessandro Momo - Giovanni Bertazzi
- Agostina Belli - Sara
- Moira Orfei - Mirka
- Torindo Bernardi - Vincenzo
- Álvaro Vitali - Vittorio
- Franco Ricci - Teniente Giacomino
- Elena Veronese - Michelina
- Stefania Spugnini - Candida
- Marisa Volonnino - Ines
- Sergio Dipinto - Raffaele
- Vernon Dobtcheff - Don Carlo

## Premios y nominaciones
- Profumo di donna fue nominada a dos Premios de la Academia en 1976 como Mejor Película Extranjera y como Mejor Guion Adaptado de Otro Material.[4][5]
- Dos premios David di Donatello 1975: a la mejor dirección (Dino Risi) y al mejor actor (Vittorio Gassman)
- Nastro d'Argento, Mejor Actor (Vittorio Gassman), 1975
- Festival de Cannes de 1975, Mejor Actor (Vittorio Gassman)[6]
- Premio César a la mejor película extranjera, 1976